# Артерн
Артерн (нім. Artern) — місто в Німеччині, розташоване в землі Тюрингія. Входить до складу району Киффгойзер.
Площа — 24,05 км2. Населення становить Невірний параметр metadata 16 065 002 ос. (станом на 31 грудня 2021).

## Відомі особистості
В поселенні народився:
- Ріхард Генріон (1854—1940) — прусський композитор та капельмейстер.